# ISO 3166-2:MT
کد ISO 3166-2:MT بخشی از استاندارد ایزو ۳۱۶۶ برای کشور مالت است که توسط سازمان بین‌المللی استانداردسازی ISO تنظیم شده‌است این سازمان، کدهای استاندارد را برای تقسیمات کشوری (ایالتها یا استانهای) کشورهای فهرست شده در استاندارد ایزو ۳۱۶۶-۱ تعریف می‌کند.
هر کد شامل دو بخش می‌گردد که توسط علامت - جدا می‌گردند.
- بخش نخست MT که در ایزو ۳۱۶۶-۱ آلفا-۲ کد کشور مالت است.
- بخش دوم شامل یک یا دو یا سه حرف است که بیان‌کننده استان یا ایالت کشور مالت می‌باشد.

## کدها
| کدها  | استان            |
| ----- | ---------------- |
| CR-A  | استان آلاخوئلا   |
| CR-C  | استان کارتاگو    |
| CR-G  | استان گواناکاسته |
| CR-H  | استان اردیا      |
| CR-L  | استان لیمون      |
| CR-P  | استان پونتارناس  |
| CR-SJ | استان سن خوزه    |